# Tillandsia makrinii
Tillandsia makrinii är en gräsväxtart som beskrevs av Lieselotte Hromadnik. Tillandsia makrinii ingår i släktet Tillandsia och familjen Bromeliaceae. Inga underarter finns listade i Catalogue of Life.